# مونروج
 مونروج ، (بالفرنسية: Montrouge)‏، (نطق: mɔ̃ʁuʒ)، هي بلدية فرنسية في الضواحي الباريسية الجنوبية، وتقع على بعد 4.4 كم (2.7 ميل) من وسط باريس، فرنسا. وهي واحدة من البلديات الأكثر كثافة سكانية في أوروبا. بعد فترة طويلة من الانخفاض، زاد عدد السكان مرة أخرى في السنوات الأخيرة.

## أعلام
- جورج دوبويس
- جان جيرو
- جان لي غوف
- إستر شوفالييه
- ريجي بلاشير
- إديث توماس
- فرانز جوزيف غال
- أوكسانا شاشكو
- جيرار بارش
- هنري يموان